# 木老镇
木老镇，是中华人民共和国四川省南充市嘉陵区曾经下辖的一个镇。2019年10月，撤销木老镇，将其所属行政区域划归都尉街道管辖。

## 行政区划
木老镇撤销前下辖以下地区：
和尚沟村、佛爷岩村、净明院村、唐家嘴村、瓦窑嘴村、桂花园村、旧板桥村、大树垭村、李家沟村、佛感院村、杜家坪村和柯家沟村。